# Ian Wallace
Ian Russell Wallace (Bury, 29 settembre 1946 – Los Angeles, 22 febbraio 2007) è stato un batterista britannico, membro dei King Crimson tra il 1971 e il 1972 e dei Procol Harum dal 1993 al 2003.

## Biografia
Dopo aver conosciuto Robert Fripp attraverso Jon Anderson, con il quale aveva suonato tra il 1963 e il 1967, si unisce ai King Crimson per registrare Islands ed andare in tournée per circa un anno. La militanza nel gruppo inglese, che ha reso celebre molti musicisti, lo fa subito diventare un batterista richiestissimo, soprattutto nell'ambito del folk-rock americano. Suona con Graham Bell, Alexis Korner, Ten Years After, Humble Pie, prima di suonare, a partire dal 1977 in alcuni album di Bob Dylan col quale collaborerà per alcuni anni.
La sua sconfinata discografia lo vede suonare in dischi di Ron Wood, Don Henley, Stevie Nicks, Crosby, Stills & Nash, Jackson Browne, Bonnie Raitt, Traveling Wilburys, Roy Orbison, Tim Buckley.
Rimasto in forte amicizia con Robert Fripp, ha formato il Crimson Jazz Trio, che ripropone in chiave jazz alcuni pezzi dei King Crimson. Si è inoltre unito ad altri ex-membri del gruppo nella 21st Century Schizoid Band, proponendo il repertorio dei Crimson nel periodo 1968-1972.

### Morte
È morto per cancro all'esofago il 22 febbraio 2007.

## Discografia

### Con i King Crimson
- 1971 - Islands

### Con i Procol Harum
- 1995 - The Long Goodbye